# Parkhaus

Beschilderung eines Parkhauses in Deutschland mit Zeichen 314-50

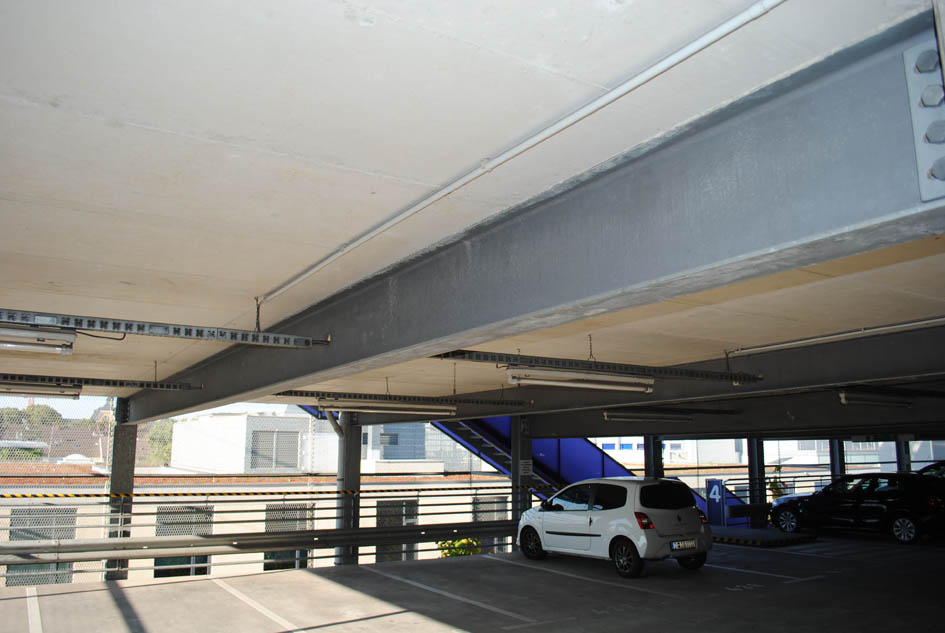
Parkhaus in feuerverzinkter Stahlbauweise

Ein Parkhaus ist ein meist mehrstöckiges Gebäude, in dem sich Stellplätze für Pkw oder Motorräder und seltener für Lkw oder Fahrräder befinden. Parkhäuser werden meistens in größeren Städten gebaut, um den knappen innerstädtischen Raum besser auszunutzen und den Straßenraum von geparkten Autos (sogenanntem ruhendem Verkehr) zu entlasten. Ein Stockwerk eines Parkhauses wird als Parkdeck bezeichnet. Eine Hochgarage ist eine über Rampen erreichbare, nicht zu ebener Erde liegende Garage, eine Tiefgarage ist eine Garage unterhalb der Erdoberfläche.

## Funktionsweise
Zu unterscheiden sind Parkhäuser unter anderem nach der Art der Erschließung der Parkdecks.

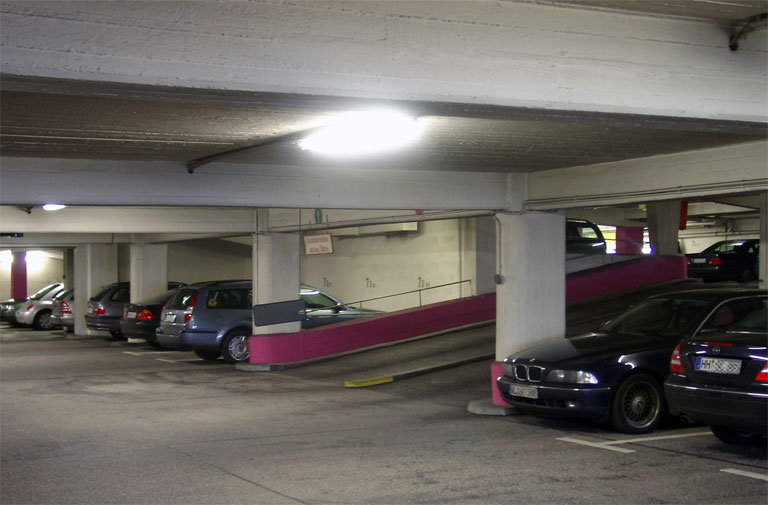
Parkhaus mit Rampen

Eine Möglichkeit ist die Nutzung von Rampen. Dabei kann es sich um gerade verlaufende, aber auch um wendel- bzw. schneckenförmige Rampen handeln. Aufgrund des hohen Flächenbedarfs von Rampen, der nicht für das Parken von Fahrzeugen zur Verfügung steht, eignen sich Rampen vor allem bei großen Parkdecks. Differenziert wird bei Rampensystemen auch danach, ob getrennte Rampen für Auf- und Abfahrten existieren, um Gegenverkehr zu vermeiden. Eine raumsparende und häufig anzutreffende Variante ist das D’Humy-System, auch Split-Level-System genannt. Hier sind die Parkdecks jeweils um eine halbe Geschosshöhe gegeneinander versetzt und werden mit Halbrampen erschlossen, die somit steiler und in der Regel kürzer ausfallen können. In anderen Parkhäusern sind die Stellplätze auf den Rampen selbst angeordnet und werden damit als Parkrampen bezeichnet. Solche Parkhäuser nutzen die vorhandene Fläche besonders effizient, da die für die Erschließung des Parkhauses genutzte Fläche geringer ausfallen kann. Eine besondere Variante parkrampenbasierter Parkhäuser sind Turmparkhäuser, bei denen die Stellplätze auf einer wendelförmigen Parkrampe angeordnet sind.

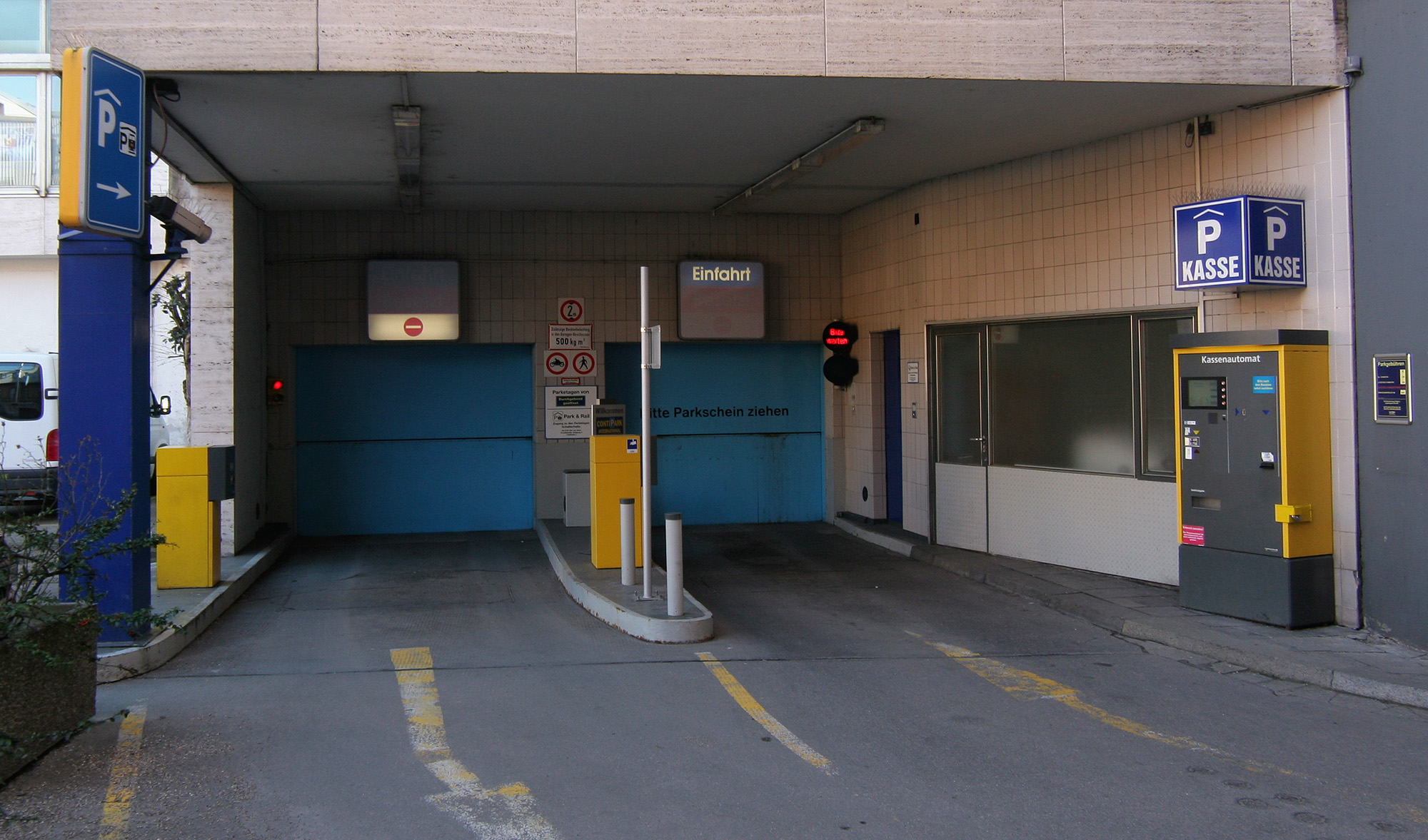
Selbstbedienbarer Lastenaufzug am Münchner Parkhaus Hauptbahnhof Bayerstraße

Eine andere Möglichkeit, um Parkdecks zu erschließen, ist die Nutzung von Aufzügen. Insbesondere frühe Parkhäuser nutzten diese Technik häufig, da unter anderem befürchtet wurde, dass die Fahrzeuge nicht in jedem Fall ausreichend motorisiert waren, um den Höhenunterschied über eine Rampe zu bewältigen. Nachteile liegen in hohen Installations- und Betriebskosten und in einem limitierten Fahrzeug-Durchsatz.

Automatisiertes Parkhaus in Thessaloniki

In den meisten Fällen fahren die Fahrer ihr Fahrzeug selbst zum Stellplatz und holen es dort auch wieder ab. Neuere Entwicklungen gehen in Richtung der technisch aufwendigen, dafür platzsparenden automatischen Parkhäuser, wo der Nutzer sein Auto lediglich in einer Parkbox abstellt, von wo es mit Hilfe von Fördertechnik automatisch in seine Parkposition bewegt wird. Möglich ist auch, dass das Fahrzeug durch Parkhaus-Mitarbeiter an einen Stellplatz gebracht wird, in dem der Fahrer sein Fahrzeug samt Schlüssel an das Personal übergibt.

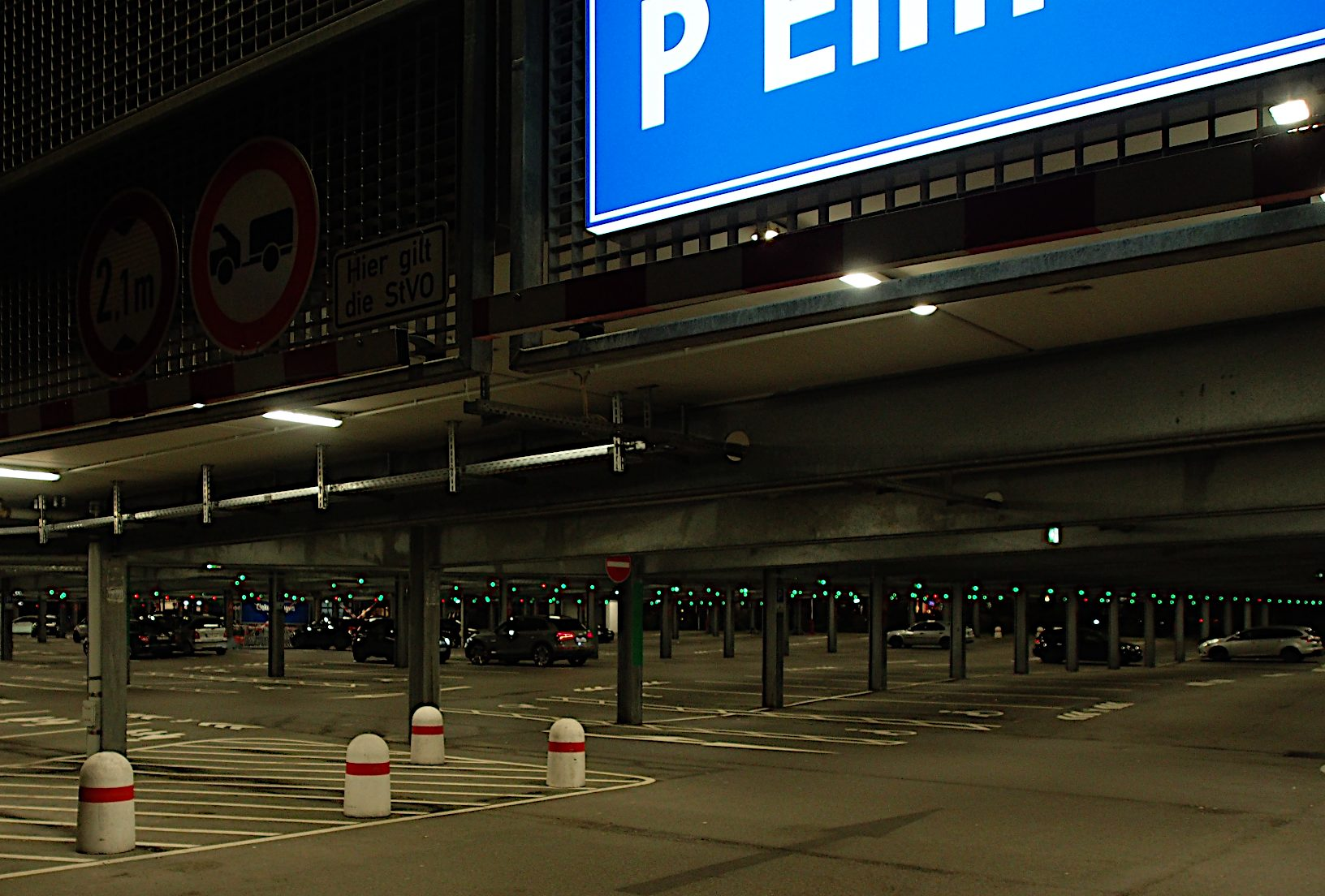
Dieses Parkhaus zeigt die Belegung jedes Stellplatzes an.

Für das Abstellen eines Fahrzeuges muss normalerweise eine Parkgebühr entrichtet werden. Aus Sicherheitsgründen werden viele Parkhäuser per Videokameras überwacht. In modernen Anlagen ist zudem meist eine Belegungserkennung installiert, die den Benutzern anzeigt, wie viele Parkplätze noch frei sind. Diese ist oft auch mit einem Parkleitsystem verbunden. In manchen Parkhäusern gibt es speziell für Frauen reservierte Parkplätze. Diese sind häufig breiter, befinden sich üblicherweise an gut einsehbaren Stellen, in der Nähe des Wachpersonals oder sie sind besonders gut mit Videokameras überwacht.

## Verwandte Begriffe

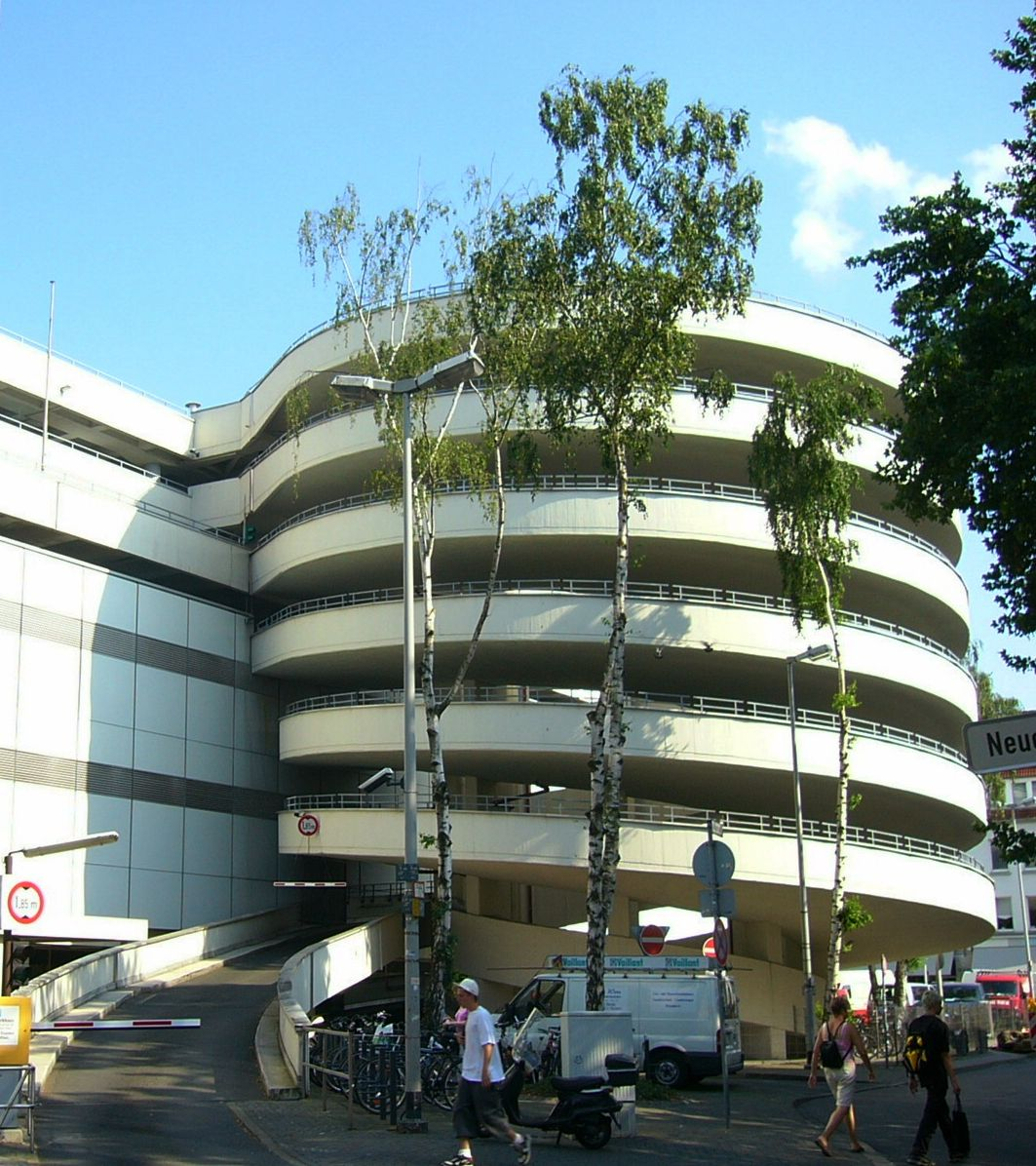
Schneckenförmige Auffahrt zu einem Parkhaus in Braunschweig

Mit dem oft parallel verwendeten Begriff Großgarage werden auch Garagenanlagen bezeichnet, die nur eingeschossige Fahrzeughallen oder eine Anzahl von Einzelgaragen in Kombination mit einer Werkstatt und einer Tankstelle umfassten – also mit einem Parkhaus im heutigen Sinne wenig gemeinsam haben.
Oft bezeichnet man mit dem Begriff Parkhaus auch Tiefgaragen, die sich im Gegensatz zu Hochgaragen/Parkhäusern unter der Erde befinden. Auch Kombinationen aus beidem kommen vor.

## Geschichte/Entwicklung
Die Notwendigkeit, in größerem Umfang Abstellmöglichkeiten für Automobile zu schaffen, ergab sich wohl zuerst in den USA, wo die Massenmotorisierung erheblich früher einsetzte als in anderen Teilen der Welt.
Nahe dem Piccadilly Circus nahm im Mai 1901 in der Londoner Denman Street das erste mehrgeschossige Parkhaus den Betrieb auf. Es erstreckte sich über sieben Etagen, in die die Fahrzeuge über einen Aufzug befördert wurden. Weitere frühe Parkhäuser mit mehreren Etagen entstanden in den USA: In New York wurde zwischen 1905 und 1906 ein von den Architekten Snelling & Potter entworfenes, mehrgeschossiges Stahlbeton-Parkhaus errichtet. Am Chicagoer Plymouth Place entstand 1907 ein sechsgeschossiges Parkhaus nach Plänen der Architekten Marshall & Fox. Im selben Jahr wurde in der Pariser Rue de Ponthieu, nahe der Avenue des Champs-Élysées, ein von Auguste Perrets geplantes und ebenfalls per Aufzug zu nutzendes Parkhaus mit mehreren Etagen errichtet.
In den Metropolen beschleunigte sich der Bau von Hochgaragen schon kurz nach dem Ersten Weltkrieg.

## Situation in Deutschland

### Entwicklung
In Deutschland lässt sich nur ein mehrgeschossiges Parkhaus nachweisen, das vor dem Ersten Weltkrieg errichtet wurde. Dabei handelt es sich um eine zwischen 1913 und 1914 in der Berliner Chausseestraße errichtete Hochgarage des Architekten Arnold Kuthe. Nach dem Ersten Weltkrieg und aufgrund der aufkommenden Verbreitung von Autos entstanden weitere Parkhäuser. Beispiele sind:

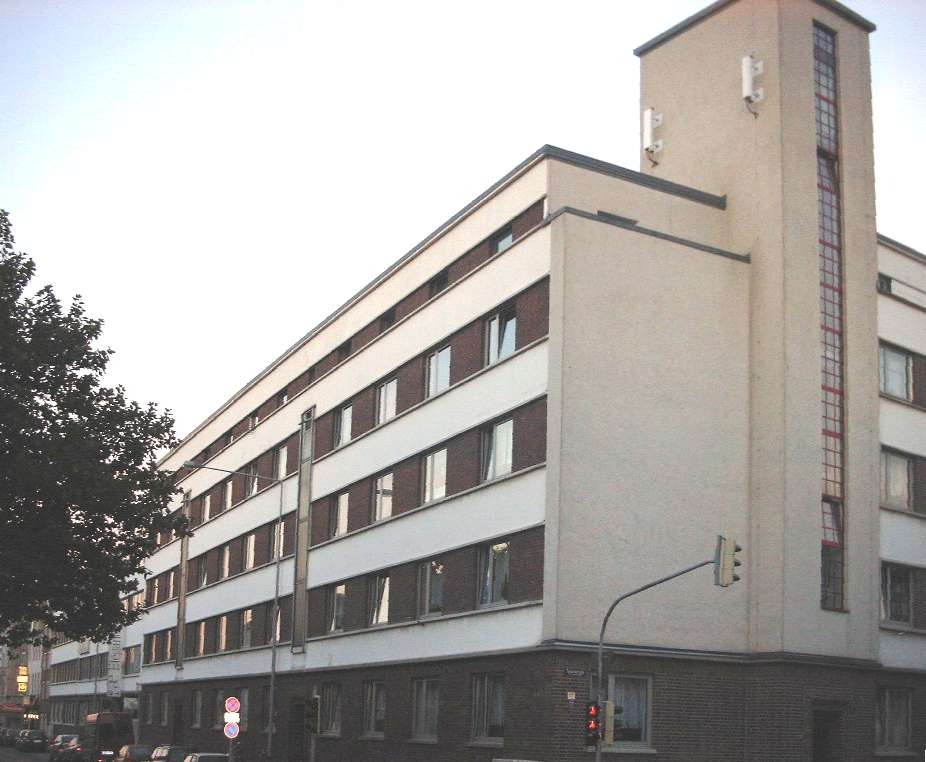
Ehemaliges Opelhaus in Aachen (Zustand 2002)

- Egro-Garage in Essen-Rüttenscheid (1924)
- Jungbusch-Garage in Mannheim (um 1925)
- Schwaben-Garage in Stuttgart (1926)
- Großgarage Goldene Laute in Leipzig (1927)
- Stern-Garagen in Chemnitz (auch Garagenhof Chemnitz) (1928) (mehrgeschossig trotz -hof)
- Central-Garage in Fürth (November 1928) (zweigeschossiger Betonbau)
- Opel-Großgarage in Düsseldorf (Carl Staudt, um 1928)
- Großgarage Süd (Halle) in Halle (Saale) (1929), Liebenauer Straße (wurde 2009–10 saniert, wieder in Betrieb)
- Kant-Garage (auch Kant-Garagen-Palast und Serlin-Rampenhaus) in Berlin-Charlottenburg (1930)[8]
- Opel-Garage in Aachen (auch missverständlich Opel-Werk Aachen) (1930)
- Cicero-Garage in Berlin-Charlottenburg (um 1930)
- Witzleben-Garage in Berlin-Charlottenburg (1931)

Wirklich populär wurden Parkhäuser in Deutschland aber erst nach dem Zweiten Weltkrieg, als die Massenmotorisierung einsetzte.

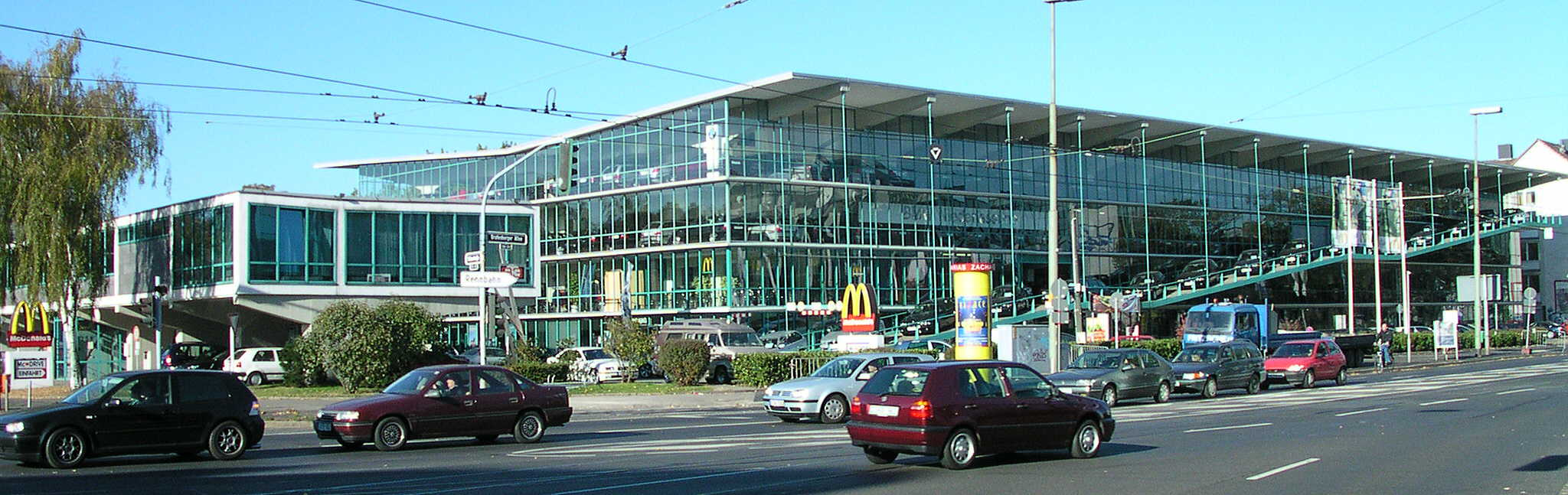
Haniel-Garage in Düsseldorf

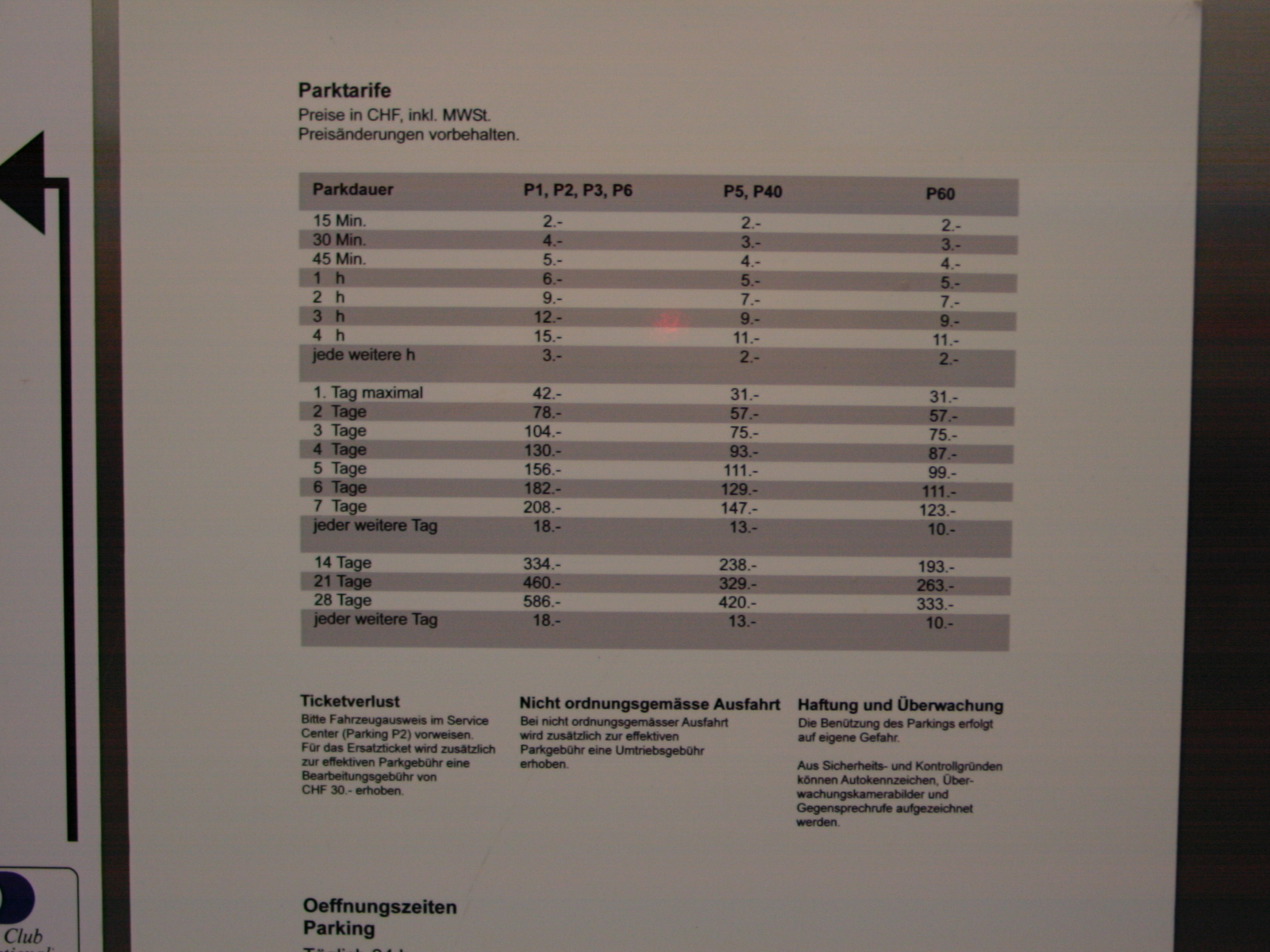
Preisliste eines Parkhauses am Flughafen Zürich

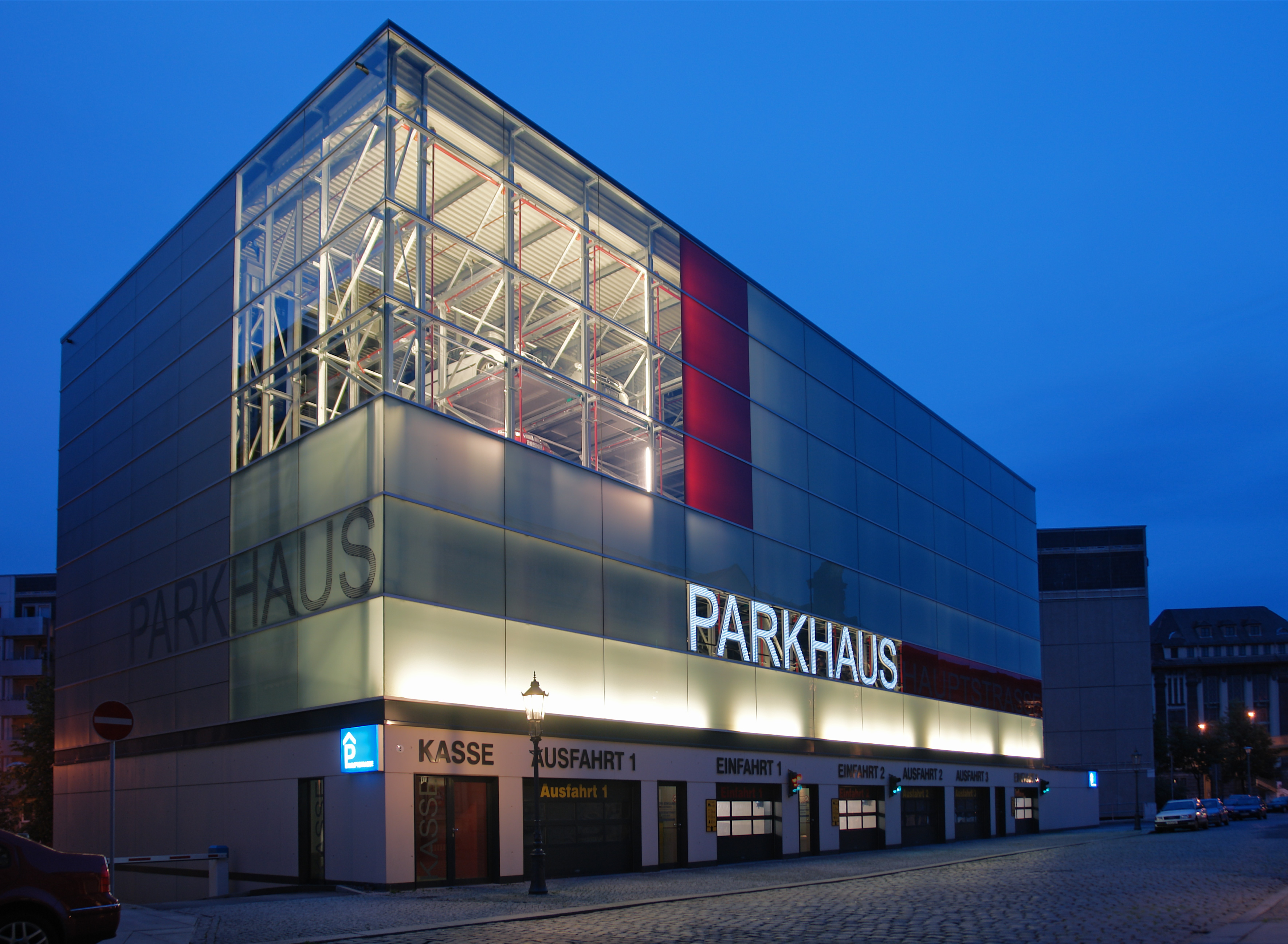
Automatisches Parkhaus Dresden

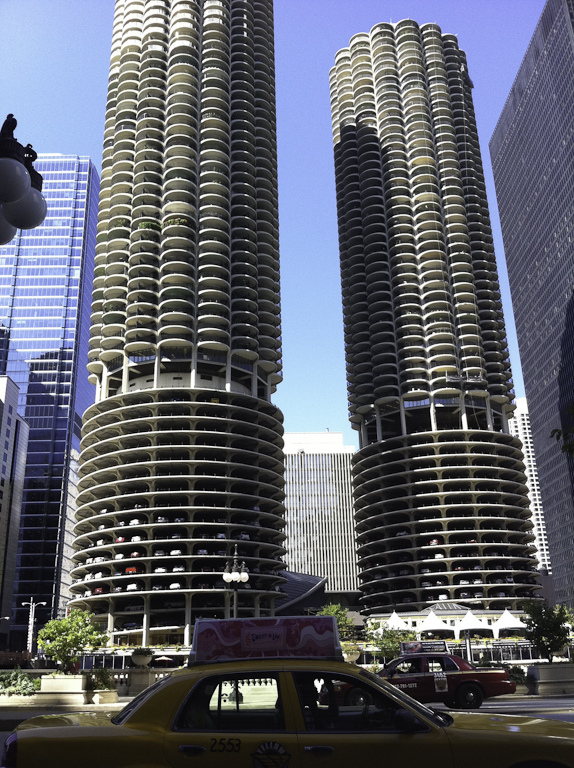
Marina City; Chicago, Illinois

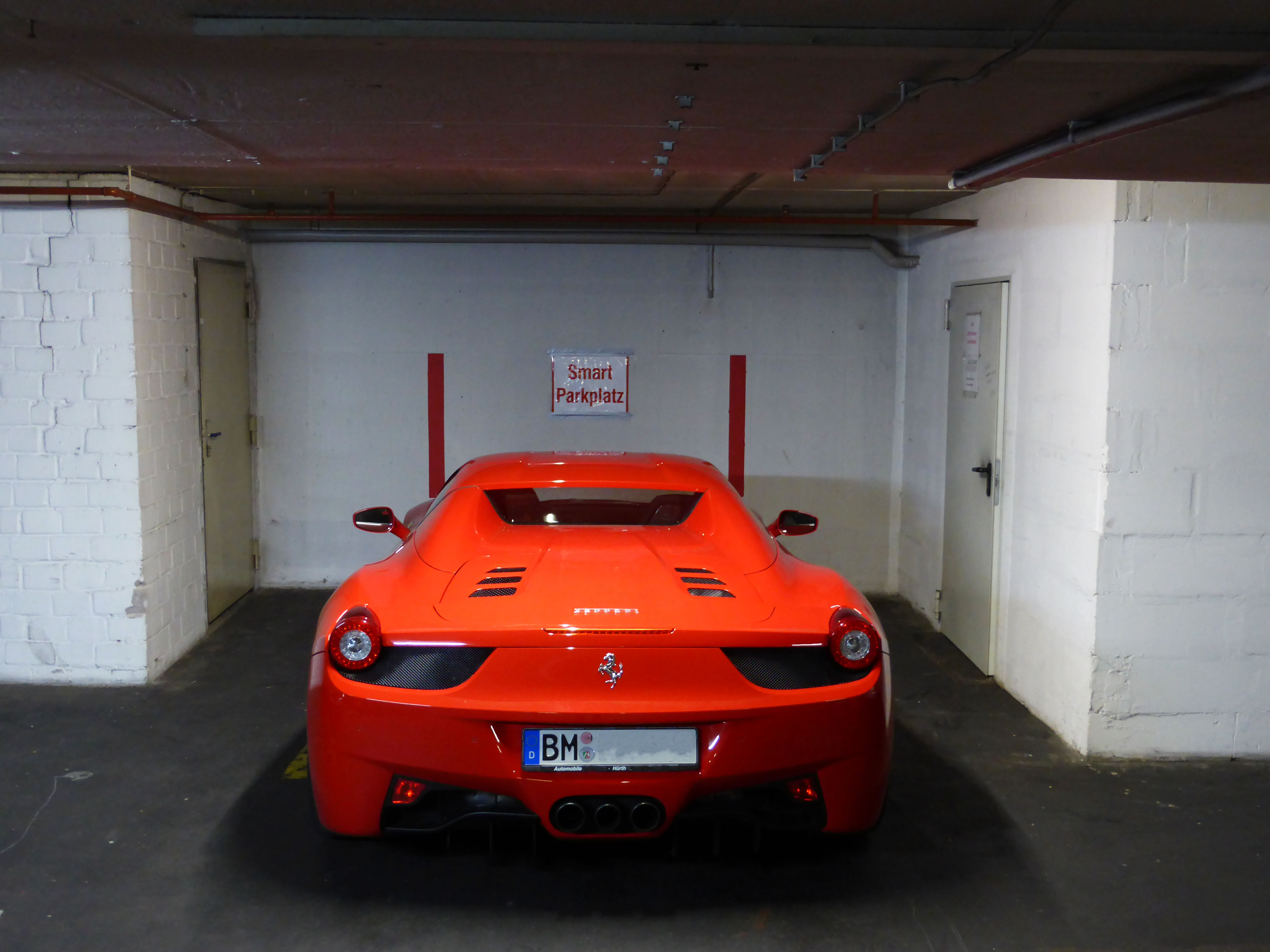
Ein blockierter Parkplatz, der für Smart-Fahrzeuge ausgewiesen ist.

- So eröffnete 1953 in Düsseldorf die Haniel-Garage, die von Architekt Paul Schneider-Esleben auch als Motel, Tankstelle und Autowerkstatt konzipiert war. (1950–1953 Gesamtplanungs- und Bauzeit; 1985 unter Denkmalschutz gestellt; 1994 Renovierung / Restaurierung) Die beiden außenliegenden Rampen wurden vom auskragenden Stahlbetontragwerk abgehängt und waren beheizt. Heute befinden sich dort der Gebrauchtwagenhandel der BMW-Niederlassung und eine McDonald’s-Filiale.
- Das fünfgeschossige und erste öffentliche Parkhaus Hauptwache in Frankfurt am Main entstand 1956 als Konsequenz aus der zunehmenden Verkehrsdichte in der Frankfurter Innenstadt.

### Betreiber
Viele Parkhäuser in Deutschland werden von darauf spezialisierten Unternehmen betrieben:
- APCOA betreibt in 80 deutschen Städten mehr als 300 Parkhäuser mit insgesamt ca. 200.000 Stellplätzen[9], unter anderem an den Flughäfen Düsseldorf (17.000 Stellplätze), Stuttgart (10.000 Stellplätze) und Berlin (17.000 Stellplätze) sowie an der Allianz-Arena (11.350 Stellplätze).
- Q-Park ist der Betreiber von 116 Standorten in 37 deutschen Städten mit insgesamt mehr als 88.000 Stellplätzen.[10]
- Contipark betreibt 580 Parkeinrichtungen in Deutschland und Österreich. Das Unternehmen ist mit 49 % an DB BahnPark beteiligt und betreibt in dessen Auftrag in Deutschland 226 Parkeinrichtungen in Bahnhofsnähe.[11]
- B+B Parkhaus ist in bundesweit 27 Städten mit etwa 50 Parkeinrichtungen aktiv, in denen sich rund 18.000 Parkplätze befinden.[12]

In kleineren Kommunen und Landkreisen werden Parkhäuser und Parkeinrichtungen oftmals von deren jeweiligen Stadtwerken betrieben.

### Große Parkhäuser
Aufgeführt werden hier nur ausgewählte, große Parkhäuser. Große Komplexe aus mehreren Parkhäusern, wie z. B. bei vielen Flughäfen, haben allerdings teilweise eine deutlich größere Gesamtkapazität.
| Rang | Parkhaus                                            | Gemeinde     | Ebenen | Stellplätze |
| ---- | --------------------------------------------------- | ------------ | ------ | ----------- |
| 1.   | Flughafen Frankfurt Main – Parkhaus T1              | Frankfurt    | 14     | 12.000      |
| 2.   | Allianz Arena – Parkhaus                            | München      | 4      | 9.800       |
| 3.   | Daimler AG, Mercedes-Benz Werk Sindelfingen – P307  | Sindelfingen | 6      | 8.000       |
| 4.   | Flughafen Zürich – Parkhaus 6                       | Kloten       | 10     | 7.485       |
| 5.   | Flughafen München – Parkhaus P 20                   | Oberding     | 11     | 6.400       |
| 6.   | Hamburg Airport – Parkhaus P2–4                     | Hamburg      | 3–9    | 5.900       |
| 7.   | Audi AG – Parkhaus Tor 6                            | Neckarsulm   | 7      | 5.700       |
| 8.   | Messe Frankfurt – Parkhaus Rebstock                 | Frankfurt    |        | 5.400       |
| 9.   | Neue Messe München – Parkhaus West                  | München      | 7      | 4.600       |
| 10.  | Flughafen Frankfurt am Main – Parkhaus T2           | Frankfurt    | 4      | 4.500       |
| 11.  | Audi AG – Parkhaus N69                              | Ingolstadt   | 9      | 4.300       |
| 12.  | Messe Stuttgart – Parkhaus über der Autobahn        | Stuttgart    | 5      | 4.200       |
| 13.  | Daimler AG, Mercedes-Benz Werk Sindelfingen – P 305 | Sindelfingen | 7      | 4.000       |
| 14.  | Flughafen Köln/Bonn – Parkhaus 3                    | Köln/Bonn    |        | ca. 4.000   |

## Kritik
Der Auto Club Europa kritisierte im Jahr 2011, dass nur wenige Parkhäuser ihre Parkbuchten verbreitert und damit der gewachsenen Breite vieler Pkw angepasst hatten. Der ACE forderte eine Parkbucht-Breite von 2,50 Metern anstelle der vielerorts anzutreffenden 2,30 oder 2,20 Meter. Für Behinderte und Familien mit Kindern an Bord seien Plätze mit 3,50 m Breite wünschenswert.
Der Automobilclub ADAC veröffentlicht die Ergebnisse eigener Parkhaustests. 2016 prüfte er 44 Parkhäuser in zwölf deutschen Städten. Kein Parkhaus erreichte das Testergebnis „sehr gut“, hingegen stufte er sieben als „mangelhaft“ und eins als „sehr mangelhaft“ ein. Die meisten Parkhäuser erhielten die Note „gut“ (17 Parkhäuser) oder „durchschnittlich“ (19 Parkhäuser).
In einem Projekt, das von dem Fraunhofer-Institut für Arbeitswirtschaft und Organisation in Zusammenarbeit mit dem Verband kommunaler Unternehmen e. V., Landesgruppe Baden-Württemberg durchgeführt wurde, stellten Experten in fünf Thesen fest, dass die Geschäftsmodelle für die kommunale Parkhausbewirtschaftung in Zukunft stark verändert werden müssen.